# Gary Unwin
Gary "Eggsy" Unwin è un agente segreto inglese immaginario ideato da Mark Millar, Matthew Vaughn e Dave Gibbons nel 2012, protagonista di miniserie a fumetti facenti parte dell'etichetta editoriale Millarworld.
Il personaggio è stato interpretato da Taron Egerton in tre film ispirati al fumetto originale: Kingsman - Secret Service del 2014, Kingsman - Il cerchio d'oro del 2017 e Kingsman: The Blue Blood. L'attore ha prestato la voce alla versione animata del personaggio nel cortometraggio #TBT to That Time Archer Met Kingsman del 2017. Alex Nikolov ha interpretato la versione giovane di Eggsy nel film del 2014.

## Storia editoriale
Il personaggio è stato introdotto con il nome di Gary London all'interno della miniserie The Secret Service realizzata da Mark Millar e Dave Gibbons, pubblicata attraverso il marchio Icon Comics nel 2012.
Nel 2016 e nel 2017 sono stati pubblicati due episodi brevi, il primo realizzato da Phillip Huxley e Myron Macklin mentre il secondo da Rob Williams e Ozgur Yildirim. Nel Settembre del 2017 inizia la seconda miniserie sempre scritta da Rob Williams per i disegni di Simon Fraser.
Nel 2023 Eggsy partecipa anche all'evento cross-over Big Game insieme a molti altri personaggi del Millarworld.

## Caratterizzazione
Eggsy è stato ideato come un chav di un quartiere povero di Londra, un'esponente della classe operaia che vive una vita allo sbando con una famiglia complicata, senza un lavoro e diversi arresti da parte della polizia. Rappresenta un Inghilterra agli antipodi di quella rappresentata da suo zio Jack che riprende l'immaginario della spia per eccellenza, James Bond.
Gli autori volevano mostrare anche l'elemento del passaggio da una classe sociale ad un'altra non semplicemente derivante da un colpo di fortuna bensì dal lavoro duro e continuo che l'individuo compie.
Molto legato alla sua famiglia e di buon cuore, ha una certa insicurezza legata alle sue origini, al non avere avuto nessuno che credesse in lui e al non sentirsi all'altezza di ciò che ha ottenuto. Il momento in cui suo zio Jack decide di prenderlo direttamente sotto la sua ala protettrice è avvenuto in seguito alla confessione da parte di Eggsy di sentirsi deriso dalle altre reclute presso il campo di addestramento di Gosport per la sua estrazione. Durante la missione del "Diamante Rosso", in preda allo sconforto, dice all'agente Kwaito della SASS di essere stato solo fortunato e che senza i suoi gadget non è niente.
Il rapporto tra Gary e Jack è ispirato a quello tra il regista Terence Young e l'attore Sean Connery quando venne prodotto il primo film della serie della spia di Ian Fleming:
Immagino che fosse come 'My Fair Lady' in un certo senso, ma mescolare questo insieme all'addestramento antiterrorismo ci è sembrato davvero divertente ed è diventato la spina dorsale di questo progetto.»
Il soprannome di Gary, Eggsy, è ripreso da quello di un vecchio amico di Mark Millar.

## Differenze mediali
Il cognome del personaggio inizialmente è London, diventa Unwin in seguito alla realizzazione di film. La famiglia di Eggsy differisce tra le due versioni: nella versione a fumetti il ragazzo ha un fratello minore di nome Ryan, colui che lo tira fuori dai guai con la polizia e che lo introduce nel mondo dello spionaggio è il fratello di sua madre e si chiama Jack London e del padre non si sa nulla; nella versione cinematografica invece ha una sorella minore neonata, un amico di famiglia chiamato Harry Hart gli fa da mentore e suo padre era anche lui un agente segreto di nome Lee Unwin morto in missione.
Nel fumetto Eggsy è sì un individuo dotato e capace, ma prima di sapere il segreto di suo zio non aveva ricevuto nessun addestramento mentre nel film aveva intrapreso la carriera militare presso i Royal Marines prima di abbandonarli. Nel fumetto il suo addestramento dura tre anni, mentre nel film le selezioni per ottenere il titolo di Lancillotto dei Kingsman durano solo qualche mese. La sua relazione con la principessa svedese Tilde è assente nei fumetti.

## Fumetti

### Serie principale
| Data           | Titolo             | Titolo italiano   | Sceneggiatura  | Disegni        | Colori         | Copertina          | Prima edizione italiana                     | Data italiana |
| -------------- | ------------------ | ----------------- | -------------- | -------------- | -------------- | ------------------ | ------------------------------------------- | ------------- |
| Aprile 2012    | The Secret Service | Secret Service    | Mark Millar    | Dave Gibbons   | Angus McKie    | Dave Gibbons       | Comics Usa 70 (Marvel Italia)               | Novembre 2013 |
| Maggio 2012    | The Secret Service | Secret Service    | Mark Millar    | Dave Gibbons   | Angus McKie    | Dave Gibbons       | Comics Usa 70 (Marvel Italia)               | Novembre 2013 |
| Luglio 2012    | The Secret Service | Secret Service    | Mark Millar    | Dave Gibbons   | Angus McKie    | Dave Gibbons       | Comics Usa 71 (Marvel Italia)               | Dicembre 2013 |
| Ottobre 2012   | The Secret Service | Secret Service    | Mark Millar    | Dave Gibbons   | Angus McKie    | Dave Gibbons       | Comics Usa 71 (Marvel Italia)               | Dicembre 2013 |
| Dicembre 2012  | The Secret Service | Secret Service    | Mark Millar    | Dave Gibbons   | Angus McKie    | Dave Gibbons       | Comics Usa 72 (Marvel Italia)               | Gennaio 2014  |
| Aprile 2013    | The Secret Service | Secret Service    | Mark Millar    | Dave Gibbons   | Angus McKie    | Dave Gibbons       | Comics Usa 72 (Marvel Italia)               | Gennaio 2014  |
| Giugno 2016    | Mum's The Word     | n/a               | Phillip Huxley | Myron Macklin  | Abigail Bulmer | Satine Zillah      | Inedito                                     | n/a           |
| Settembre 2017 | The Big Exit       | n/a               | Rob Williams   | Özgür Yildirim | Gary Caldwell  | Özgür Yildirim     | Inedito                                     | n/a           |
| Settembre 2017 | The Red Diamond    | Il Diamante Rosso | Rob Williams   | Simon Fraser   | Gary Caldwell  | Frank Quitely      | Kingsman: Il diamante rosso (Panini Comics) | Ottobre 2019  |
| Ottobre 2017   | The Red Diamond    | Il Diamante Rosso | Rob Williams   | Simon Fraser   | Gary Caldwell  | Rafael Albuquerque | Kingsman: Il diamante rosso (Panini Comics) | Ottobre 2019  |
| Novembre 2017  | The Red Diamond    | Il Diamante Rosso | Rob Williams   | Simon Fraser   | Gary Caldwell  | Sanford Greene     | Kingsman: Il diamante rosso (Panini Comics) | Ottobre 2019  |
| Dicembre 2017  | The Red Diamond    | Il Diamante Rosso | Rob Williams   | Simon Fraser   | Gary Caldwell  | Cully Hamner       | Kingsman: Il diamante rosso (Panini Comics) | Ottobre 2019  |
| Gennaio 2018   | The Red Diamond    | Il Diamante Rosso | Rob Williams   | Simon Fraser   | Gary Caldwell  | Leinil Francis Yu  | Kingsman: Il diamante rosso (Panini Comics) | Ottobre 2019  |
| Febbraio 2018  | The Red Diamond    | Il Diamante Rosso | Rob Williams   | Simon Fraser   | Gary Caldwell  | Goran Parlov       | Kingsman: Il diamante rosso (Panini Comics) | Ottobre 2019  |

### Cross-over
| Data           | Titolo   | Titolo italiano | Sceneggiatura | Disegni     | Colori        | Copertina                           | Edizione italiana | Data italiana |
| -------------- | -------- | --------------- | ------------- | ----------- | ------------- | ----------------------------------- | ----------------- | ------------- |
| Luglio 2023    | Big Game | n/a             | Mark Millar   | Pepe Larraz | Giovanna Niro | Pepe Larraz, Giovanna Niro (colori) | Inedito           | n/a           |
| Agosto 2023    | Big Game | n/a             | Mark Millar   | Pepe Larraz | Giovanna Niro | Pepe Larraz, Giovanna Niro (colori) | Inedito           | n/a           |
| Settembre 2023 | Big Game | n/a             | Mark Millar   | Pepe Larraz | Giovanna Niro | Pepe Larraz, Giovanna Niro (colori) | Inedito           | n/a           |
| Ottobre 2023   | Big Game | n/a             | Mark Millar   | Pepe Larraz | Giovanna Niro | Pepe Larraz, Giovanna Niro (colori) | Inedito           | n/a           |
| Novembre 2023  | Big Game | n/a             | Mark Millar   | Pepe Larraz | Giovanna Niro | Pepe Larraz, Giovanna Niro (colori) | Inedito           | n/a           |

The Secret Service

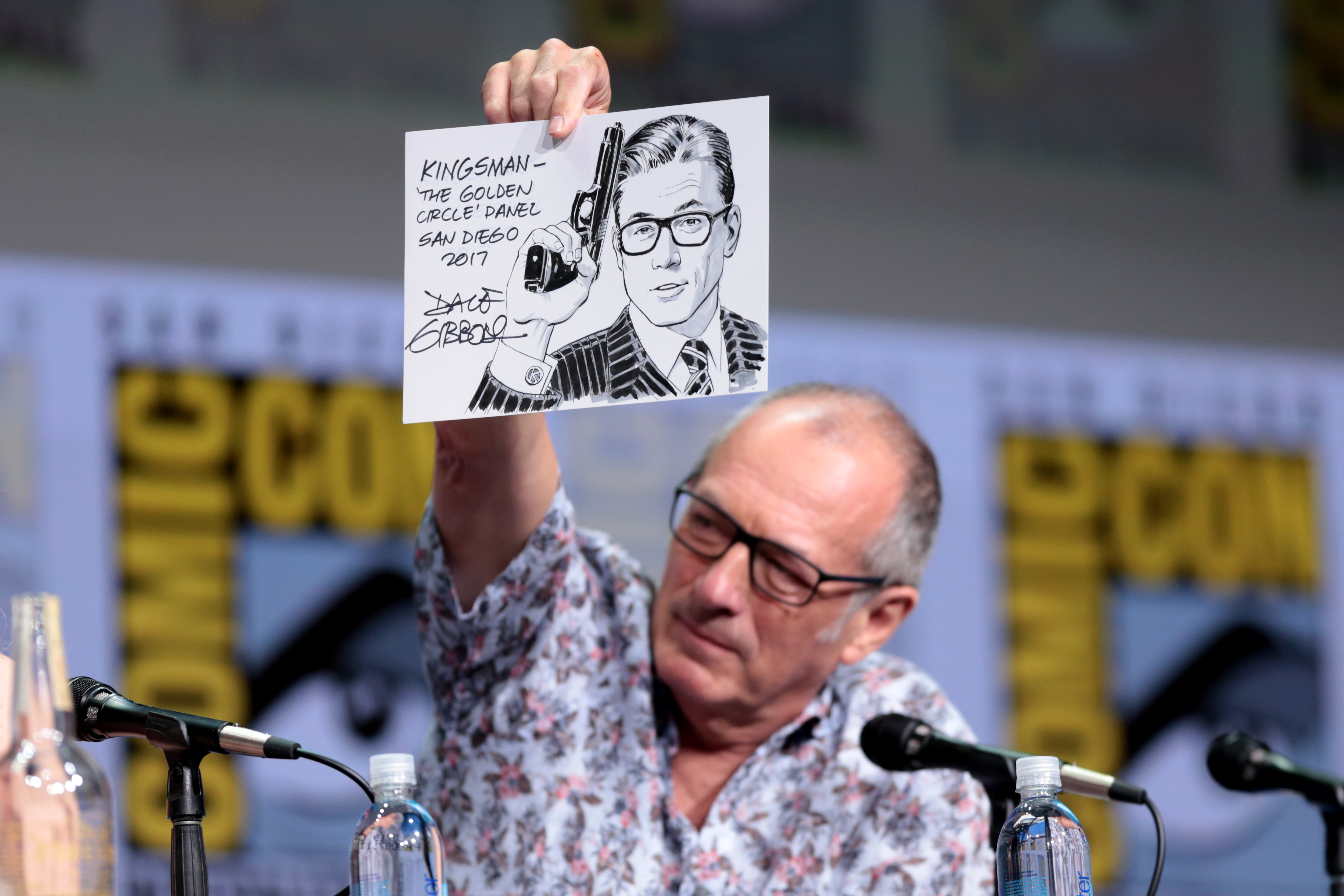
Dave Gibbons solleva un disegna autografato di Eggsy al San Diego Comic Con del 2017.

Gary "Eggsy" London è un ragazzo che vive in un quartiere povero di Londra, con una famiglia complicata alle spalle e un futuro in bilico. La sua vita cambia quando accetta l'offerta di suo zio Jack di venire addestrato per entrare nei servizi segreti inglesi. Passati tre anni, Jack viene ucciso in servizio mentre stava indagando su un imprenditore di cellulari, James Arnold. Eggsy grazie agli occhiali speciali di Jack assiste alla sua morte e scopre il mostruoso piano con cui l'imprenditore ha intenzione di risolvere il problema della sovrappopolazione: spingere la popolazione al massacro indiscriminato. Venuto a sapere che alcuni dei membri di alto livello dei servizi segreti appoggiano Arnold, Eggsy recluta i suoi compagni di addestramento per dare l'assalto alla base dell'imprenditore, nascosta all'interno di una montagna in Svizzera. Mentre Eggsy e i suoi compagni affrontano le guardie, tra cui l'ex-agente segreto inglese Gazelle, e liberano i prigionieri della base, celebrità che erano state rapite per evitare che non rimanessero vittime delle sue macchinazioni, Arnold attiva i suoi satelliti e dà inizio al piano non sapendo che gli agenti segreti sono riusciti a modificare la frequenza del segnale, spingendo le persone a fare l'amore tra di loro invece che uccidersi. Alla fine Arnold viene ucciso da Eggsy. Successivamente Eggsy legge il testamento di suo zio in cui lascia due terzi dei suo patrimonio alla Royal National Lifeboat Institution e alla British Heart Foundation, e il restante a sua madre di lui. Jack lo avverte di prendersi cura della sua macchina da spia minacciando di perseguitarlo dalla tomba.
Mum's the Word
Gary "Eggsy" London fa visita a sua madre Sharon e trova ad aspettarlo un uomo, Billy, che si è presentato come un suo amico. Billy è in realtà un terrorista russo che insieme ad alcuni suoi compagni ha cercato di assassinare la Regina Elisabetta II nel giorno del suo compleanno, attentato sventato dallo stesso Eggsy. Mentre Sharon è impegnato a preparare il tè in cucina, i due si affrontano con l'agente inglese che riesce infine a prevalere e a sbarazzarsi del corpo lanciandolo dalla finestra. Eggsy e sua madre, che non si è accorta di nulla, bevono poi il loro tè in pace.
The Big Exit
Gary "Eggsy" Unwin deve sorvegliare un carico d'oro, per il valore di 100 milioni di sterline, diretto a Bruxelles come parte dell'accordo della Brexit. Durante il passaggio del treno nel Tunnel della Manica, un gruppo di terroristi chiamato Union Jacks tenta di rubare l'oro facendo ricadere la colpa sui francesi. Mentre l'agente segreto si scontra con uno di loro, gli altri terroristi riescono a raggiungere il carico scoprendo che è finto e che al suo interno nasconde una bomba. L'esplosione fa crollare il Tunnel. Eggsy, riuscito a sopravvivere grazie all'attrezzatura subacquea che gli era stata consegnata prima della missione, viene recuperato dall'agente Le Fay che gli mostra il vero carico d'oro e gli rivela il vero piano: non solo depistare i terroristi, ma anche far credere al mondo intero che parte del carico sia andato perduto durante il tentativo di furto per poter finanziare la costruzione di ospedali e scuole nel Regno Unito.
Il Diamante Rosso
Eggsy è in congedo per aver steso il Principe Filippo dopo averlo salvato da alcuni terroristi greci. Una sera raggiunge la sede dei Kingsman, dopo aver abbandonato un appuntamento con un'attrice, per recuperare un farmaco per il fratello Ryan e giunge un messaggio di allerta dei Servizi Segreti Sudafricani riguardo un messaggio criptato destinato ad un hacker ricercato di nome Alias presso Times Square a Manhattan. Essendo l'unico agente presente, Eggsy viene incaricato di trovare Alias prima dei sudafricani.
Trovato insieme all'agente del SASS Kwaito, Alias spiega che stava cercando di chiudere i server nel distretto finanziario per proteggerli da un virus informatico diffuso da Ingot, un agente dell'organizzazione Diamante Rosso, che riesce ad ucciderlo e a intrappolare i due agenti. Il virus si propaga, causando un black-out globale. Il Primo Ministro britannico riceve una videocassetta dal capo del Diamante Rosso, il magnate sudafricano Jakobis Du Preez, in cui spiega il suo piano di sostituire il denaro con oro e gioielli. in un'altra videocassetta invita i “Re e le Regine del nuovo mondo materiale” in una remota località presso la provincia di Hunan in Cina.
Eggsy e Kwaito raggiungono indipendentemente sotto copertura il luogo dell'incontro solo per assistere alla morte degli invitati in un'esplosione. Recuperato una mappa della base del Diamante Rosso da Ingot, i due agenti passano una notte insieme in seguito ad un incidente aereo. Raggiunta una città Eggsy si accorge che Kwaito ha rubato la mappa, ma avendola memorizzata riesce a raggiungere Guam e a riunirsi alla collega. Introdottisi nella base, si ritrovano faccia a faccia con Du Preez, seduto su un'enorme mucchio di oro e gioielli. Il magnate li avverte che se lo uccidessero un sistema di sicurezza collegato al suo cuore li ucciderebbe di conseguenza. Eliminato Ingot, Eggsy spara un dardo velenoso a Du Preez che lo uccide lentamente, dando il tempo ai due agenti di fuggire insieme a Treeman, un hacker tenuto prigioniero nella base, che riesce a cancellare il virus informatico del Diamante Rosso durante la fuga. In seguito, nonostante venga tenuta una cerimonia in suo onore, Eggsy preferisce accompagnare la sua famiglia e Kwaito nel suo pub preferito.
Big Game
Eggsy salva Mindy McCready dall'essere assassinata dagli uomini della Fratellanza dei Super-Criminali e insieme a lei si infiltra nel covo dell'organizzazione per uccidere il loro leader, Wesley Gibson. L'incursione non va a buon fine con l'agente segreto che viene ucciso con colpo alla testa. Mindy si impadronisce allora della tecnologia per il viaggio nel tempo rubata dalla Fratellanza agli scienziati Corbin Quinn e Danny Reilly con l'obbiettivo di salvare Eggsy, ma finisce nell'era preistorica al tempo del regno di Re Morax. Salvato grazie al viaggio nel tempo compiuto da Mindy, dopo il conflitto finale con la Fratellanza e le armate d'invasione di Morax, Eggsy le offre di diventare un'agente Kingsman.

## Critica
Per la sua interpretazione in Secret Service, Egerton è stato candidato agli Empire Awards come Miglior debutto maschile, ai Saturn Awards come Miglior attore e ai Teen Choice Awards per il Choice Movie: Breakout Star, vincendo il primo.
Jesse Schedeen di IGN, recensendo Kingsman: Diamante rosso, ha scritto:

## Altri media

### Film
Prima che Taron Egerton ottenesse la parte per interpretare Eggsy, erano stati presi in considerazione gli attori Aaron Taylor-Johnson, John Boyega e Daniel Kaluuya. Nel primo film della trilogia il ruolo del protagonista da giovane è stato interpretato da Alex Nikolov.
In The Secret Service, Gary "Eggsy" Unwin è un ragazzo che vive in un quartiere povero di Londra con una famiglia difficile e senza lavoro, dopo aver lasciato i Royal Marine. Dopo essere stato arrestato per furto d'auto, Eggsy viene fatto rilasciare da Harry Hart che gli offre di entrare a far parte dei Kingsman, un'agenzia spionistica indipendente fondata in seguito alla Prima Guerra Mondiale. Un posto si è liberato in seguito alla morte di un agente e può essere suo se supera le qualificazioni contro altri candidati. Scontrandosi con il classismo dei suoi avversari Eggsy riesce a procedere fino alla prova finale che però fallisce, lasciando il ruolo all'altra candidata rimasta, Roxanne Morton. Nel frattempo il miliardario Richmond Valentine sta orchestrando con la complicità dei potenti del mondo un piano radicale per risolvere il problema della sovrappopolazione mondiale: scatenare nelle persone una furia omicida attraverso un segnale trasmesso dai cellulari, portandoli a massacrarsi tra loro. Harry viene ucciso dopo aver involontariamente partecipato ad un esperimento del segnale. Anche all'interno dell'agenzia ci sono dei simpatizzanti di Valentine e dopo essere sfuggito ad un tentato assassinio, Eggsy fa squadra con Roxanne e l'agente Merlino per sventare il genocidio. Riusciti nell'impresa, Eggsy eredita il nome in codice di Harry, Galahad, e la sua abitazione presso cui porta a vivere la madre e la sorellastra, sottraendole al violento patrigno.
In Il cerchio d'oro, ad un anno di distanza dalla sua entrata nei Kingsman, Eggsy ha una felice relazione con la principessa Tilde di Svezia, dopo averla liberata dalla prigionia di Valentine per essersi opposta al suo piano di genocidio mondiale, e fedeli amici. Una sera viene attaccato da un ex-candidato dei Kingsman, Charlie Hesketh, che riesce nell'intento di crackare i sistemi dell'agenzia rivelando al suo mandante, la leader del Cerchio d'oro Poppy Adams, la posizione di tutti gli agenti Kingsman che vengono uccisi con l'eccezione di Merlino e dello stesso Eggsy. Seguendo il protocollo di emergenza, i due sopravvissuti entrano in contatto con gli Statesman, controparte americana dei Kingsman, e scoprono con grande stupore che Harry Hart è ancora vivo e tenuto presso la loro base, ma privo di memoria. Il piano di Poppy viene messo in atto: in cambio dell'antidoto alla tossina da lei inserita in ognuno dei tipi di droga spacciati dal Cerchio d'oro, esige che il Presidente degli Stati Uniti cessi la guerra alla droga e conceda al suo cartello l'immunità. Dopo un tentativo fallito di ottenere l'antidoto presso una base del Cerchio sulle Alpi, i tre Kingsman scoprono il covo di Poppy Adams in Cambogia e vi si dirigono senza coinvolgere gli Statesman. Grazie anche al sacrificio di Merlino, Eggsy e Hart riescono ad ottenere la password per la distribuzione dell'antidoto. Con il sostegno degli Statesman l'agenzia viene ricostruita ed Eggsy convola a nozze con Tilde.
Una terza pellicola con protagonista Eggsy, Kingsman: The Blue Blood , è stata annunciata dal regista Matthew Vaughn e chiuderà la storia basata sul rapporto di amicizia tra il protagonista e il suo mentore, Harry Hart.

### Cortometraggi
Il 20 Luglio del 2017 la Fox distribuì in occasione del panel dedicato al secondo film di Kingsman presso il New York Comi-Con un cortometraggio animato intitolato #TBT to That Time Archer Met Kingsman con protagonisti Eggsy Unwin e Sterling Archer. Il corto mostra come Eggsy sfida Archer ad una gara di bevute per riavere indietro alcuni beni sottratti dall'americano all'arsenale dei Kingsman nascosto all'interno della sartoria omonima dopo essersene imbattuto per caso.
Inizialmente la campagna di marketing del primo film sarebbe dovuta incominciare con un corto girato da Matthew Vaughn in cui tutti gli interpreti di James Bond (Sean Connery, George Lazenby, Roger Moore, Timothy Dalton, Pierce Brosnan e Daniel Craig) avrebbero incontrato i protagonisti di Kingsman. Il gruppo di attori avrebbe dovuto discutere della necessità di una nuova generazione di spie per poi essere raggiunto da Taron Egerton e Colin Firth. Lo stato di salute di Connery ne impedì però la realizzazione.

### Videogiochi
Eggsy Unwin è protagonista di due videogiochi, Kingsman: The Golden Circle del 2017 realizzato da NHN PixelCube e Kingsman: The Secret Service del 2019

## Merchandise
Nel settembre del 2017 Titan Books ha pubblicato il romanzo del film Kingsman: Il cerchio d'oro scritto da Tim Waggoner. Nel Maggio 2017 Funko ha commercializzato delle Pop! Vinyl Figures di Eggsy Unwin di diversi altri personaggi di Kingsman mentre nel Dicembre dello stesso anno un portachiavi Funko del protagonista è stato allegato come gadget al set blu-ray a tiratura limitata del secondo film, in esclusiva per la catena distributiva Walmart.